# Liste der denkmalgeschützten Objekte in Krumau am Kamp
Die Liste der denkmalgeschützten Objekte in Krumau am Kamp enthält die 12 denkmalgeschützten, unbeweglichen Objekte der Gemeinde Krumau am Kamp im niederösterreichischen Bezirk Krems-Land.

## Denkmäler
| Foto  |                 | Denkmal                                                                                 | Standort                                                   | Beschreibung | Metadaten |
| ----- | --------------- | --------------------------------------------------------------------------------------- | ---------------------------------------------------------- | --- | --- |
| ja    | Datei hochladen | Wohngebäude „herrschaftlicher Hof“ HERIS-ID: 33814 Objekt-ID: 31552                     | Eisenberg 6 Standort KG: Eisenberg                         | Der mächtige hakenförmige Hof mit repräsentativem vorderem Wohntrakt ist durch ein etwas vertieftes Steinportal zugänglich. Die Fassade, zweimal mit der Jahreszahl 1562 bezeichnet, ist durch ein reich profiliertes Dachgesims und ein polychrom ausgeführtes Sgraffitofries mit figuralen und geometrischen Motiven gegliedert. Die Durchfahrt und mehrere Räume sind kreuzgratgewölbt. Der Hoftrakt stammt aus jüngerer Zeit. | BDA-Hist.: Q37954369 Status: Bescheid Stand der BDA-Liste: 2025-06-30 Name: Wohngebäude „herrschaftlicher Hof“ GstNr.: .7/1, 44                                |
| ja    | Datei hochladen | Kath. Pfarr-/Schlosskirche hl. Laurentius HERIS-ID: 49956 Objekt-ID: 54341              | Idolsberg 1 Standort KG: Idolsberg                         | Die im Osten an das Schloss anschließende Pfarrkirche hl. Lorenz ist ein Saalbau aus der Zeit um 1600 mit barockem Ostturm. Das Langhaus ist durch zweibahnige nachgotische Maßwerkfenster zwischen wuchtigen Strebepfeilern geöffnet. An der Nordseite ist es durch ein fragmentiertes Spätrenaissanceportal mit seitlichen Pilastern auf Postamenten zugänglich. An der Südseite ist die Sakristei angebaut. Östlich an der Chorrundung erhebt sich ein barocker, dreigeschoßiger Turmanbau von 1786 mit Uhrengiebeln, der von einem Zwiebelhelm bekrönt wird. | BDA-Hist.: Q38037148 Status: Bescheid Stand der BDA-Liste: 2025-06-30 Name: Kath. Pfarr-/Schlosskirche hl. Laurentius GstNr.: .2, .3 Pfarrkirche Idolsberg     |
| ja BW | Datei hochladen | Schloss Idolsberg HERIS-ID: 76810seit 2025                                              | Idolsberg 1 Standort KG: Idolsberg                         | Die ab Mitte des 12. Jahrhunderts den Kampübergang sichernde Burg wurde im 17. Jahrhundert zum Schloss umgebaut, ihr heutiges Aussehen erhielt sie nach einem Brand 1835. Es ist ein schlichter Vierflügelbau, der mit der Kirche verbunden ist und mit ihr ein Ensemble bildet. | BDA-Hist.: Q135167869 Status: Bescheid Stand der BDA-Liste: 2025-06-30 Name: Schloss Idolsberg GstNr.: .2, 18                                                  |
| ja    | Datei hochladen | Pfarrhof HERIS-ID: 49955 Objekt-ID: 54339                                               | Idolsberg 2 Standort KG: Idolsberg                         | Der zweigeschoßige Pfarrhof von Idolsberg hat einen Treppengiebel aus dem 19. Jahrhundert und einen Baukern aus dem 17. Jahrhundert. | BDA-Hist.: Q38037136 Status: § 2a Stand der BDA-Liste: 2025-06-30 Name: Pfarrhof GstNr.: .4                                                                    |
| ja    | Datei hochladen | Burgruine HERIS-ID: 34291 Objekt-ID: 32478                                              | Krumau am Kamp 1 Standort KG: Krumau am Kamp               | Die im Nordosten über Krumau in einer Kampschleife gelegene Burg wurde urkundlich erstmals 1084 erwähnt und war von 1261 bis 1267 Sitz der letzten Babenbergerin, Margarethe von Österreich. Die unregelmäßige Anlage ist auf unterschiedlichen Niveaus mit zwei Höfen und einer hohen Umfassungsmauer angelegt. Der Zugang erfolgt von Nordwesten durch einen spätmittelalterlichen Torturm mit neuem Zeltdach und ein spitzbogiges, ehemaliges Zugbrückentor mit zwei spitzbogigen Sitznischen. Das zweite Tor verfügt außerdem über ein gequadertes Rechteckportal aus der ersten Hälfte des 17. Jahrhunderts. Darüber sind ältere Konsolen zu sehen. Im Südosten führte ein tonnengewölbter Gang zu dem in der Mitte gelegenen Hauptbau. | BDA-Hist.: Q37957188 Status: Bescheid Stand der BDA-Liste: 2025-06-30 Name: Burgruine GstNr.: .1 Burg Krumau                                                   |
| ja    | Datei hochladen | Wohnhaus HERIS-ID: 34292 Objekt-ID: 32479                                               | Krumau am Kamp 11 Standort KG: Krumau am Kamp              | Das Haus Nr. 11 neben der Kirche stammt im Kern aus dem 16./17. Jahrhundert. Die lang gestreckte Fassade zeigt zum Hauptplatz hin eine barocke Putzgliederung. Das Haus ist durch ein hohes Satteldach gedeckt. | BDA-Hist.: Q37957202 Status: Bescheid Stand der BDA-Liste: 2025-06-30 Name: Wohnhaus GstNr.: 29                                                                |
| ja    | Datei hochladen | Figurenbildstock hl. Felix HERIS-ID: 76777 Objekt-ID: 90371                             | Krumau am Kamp 11, in der Nähe Standort KG: Krumau am Kamp | Ein Pfeiler am Hauptplatz trägt einen Tabernakelaufsatz mit Reliefs der hl. Maria mit Kind und zweier männlicher Heiliger. Er wird bekrönt von einer Figur des hl. Felix als Sämann. Das Denkmal wird auf die Zeit um 1700 datiert. | BDA-Hist.: Q38145966 Status: § 2a Stand der BDA-Liste: 2025-06-30 Name: Figurenbildstock hl. Felix GstNr.: 1005/3                                              |
| ja    | Datei hochladen | Kath. Pfarrkirche hl. Margarethe HERIS-ID: 50094 Objekt-ID: 54702                       | neben Krumau am Kamp 11 Standort KG: Krumau am Kamp        | Die zwischen dem Rechteckplatz von Krumau und dem Kamp gelegene Pfarrkirche hl. Margarethe ist ein schlichter rechteckiger Saalbau mit mächtigem Ostturm. Sie wurde 1782 bis 1789 unter Verwendung mittelalterlicher Teile des 13./14. Jahrhunderts (?) errichtet. Beim Neubau wurde die Kirche umproportioniert: der vordere Teil gegen den Turm und der ehemals gotische Chor wurden als Turmuntergeschoß übernommen, im Süden entstand eine neue Apsis und nach Norden wurde der Bau verlängert und barockisiert. Die schlichte Giebelfront an der Westseite ist durch ein schlichtes Firstkreuz und mehrere Figurennischen gegliedert. In den Nischen stehen Figuren der hll. Antonius mit Kind aus dem 18. Jahrhundert, Christus als guter Hirte aus dem späten 19. Jahrhundert und oben zwischen zwei Oculi der hl. Antonius mit Kind. Der gedrungene zweigeschoßige Ostturm ist durch Maßwerkfenster des 15. Jahrhunderts geöffnet. | BDA-Hist.: Q38038009 Status: § 2a Stand der BDA-Liste: 2025-06-30 Name: Kath. Pfarrkirche hl. Margarethe GstNr.: .11 Pfarrkirche Krumau am Kamp                |
| ja    | Datei hochladen | Figurenbildstock hl. Johannes Nepomuk HERIS-ID: 50093 Objekt-ID: 54699 marterl.at: 7359 | gegenüber Krumau am Kamp 21 Standort KG: Krumau am Kamp    | An der Kampbrücke steht eine Statue des hl. Johannes Nepomuk in priesterlicher Kleidung mit Kreuz in der linken Hand und fünf goldenen Sternen um den Kopf. | BDA-Hist.: Q38037984 Status: § 2a Stand der BDA-Liste: 2025-06-30 Name: Figurenbildstock hl. Johannes Nepomuk GstNr.: 1005/3 Statue of John of Nepomuk, Krumau |
| ja    | Datei hochladen | Persönlichkeitsdenkmal Kaiser Franz Joseph HERIS-ID: 76779 Objekt-ID: 90373             | gegenüber Krumau am Kamp 25 Standort KG: Krumau am Kamp    | Am Hauptplatz befindet sich ein Persönlichkeitsdenkmal zur Erinnerung an das 60. Regierungsjubiläum von Kaiser Franz Joseph I. Es ist eines von zwei Monumenten, die das Kriegerdenkmal flankieren. Links vom Kriegerdenkmal steht eine Figur des hl. Josef. | BDA-Hist.: Q38146014 Status: § 2a Stand der BDA-Liste: 2025-06-30 Name: Persönlichkeitsdenkmal Kaiser Franz Joseph GstNr.: 1005/1                              |
| ja    | Datei hochladen | Figurenbildstock hl. Josef HERIS-ID: 76778 Objekt-ID: 90372                             | gegenüber Krumau am Kamp 36 Standort KG: Krumau am Kamp    | Auf einem hohen Sockel steht eine Figur des hl. Josef mit Kind aus der ersten Hälfte des 18. Jahrhunderts. Dieser Bildstock ist eines von zwei Monumenten, die das Kriegerdenkmal flankieren. Rechts vom Kriegerdenkmal steht ein Persönlichkeitsdenkmal für Kaiser Franz Josef I. | BDA-Hist.: Q38145990 Status: § 2a Stand der BDA-Liste: 2025-06-30 Name: Figurenbildstock hl. Josef GstNr.: 1005/1                                              |
| ja    | Datei hochladen | Ortskapelle HERIS-ID: 50413 Objekt-ID: 55357                                            | gegenüber Preinreichs 27 Standort KG: Preinreichs          | Die im Jahre 1819 errichtete Ortskapelle von Preinreichs ist ein schlichter Bau mit runder Apsis, der von einem Dachreiter mit Zwiebelhelm bekrönt wird. Sie hat ein einfaches Altärchen mit Doppelpilastern und geschweiftem Giebel aus der Zeit um 1820. Zur weiteren Ausstattung zählen eine Figur der Maria mit Kind, eine Gottvater-Büste sowie ein mit 1783 bezeichnetes Votivbild mit einer Darstellung der Hl. Dreifaltigkeit zusammen mit den hll. Sebastian, Rochus und Donatus. | BDA-Hist.: Q38040041 Status: § 2a Stand der BDA-Liste: 2025-06-30 Name: Ortskapelle GstNr.: .1                                                                 |